# Șutromînți, Zalișciîkî
Șutromînți (în ucraineană Шутроминці) este o comună în raionul Zalișciîkî, regiunea Ternopil, Ucraina, formată numai din satul de reședință.

## Demografie
Componența lingvistică a comunei Șutromînți
     Ucraineană (99,84%)
     Alte limbi (0,16%)
Conform recensământului din 2001, majoritatea populației comunei Șutromînți era vorbitoare de ucraineană (99,84%), existând în minoritate și vorbitori de alte limbi.